# Янишевский, Алексей Эрастович
Алексе́й Эра́стович Янише́вский (12 апреля 1873, Казань — 9 октября 1936, София, Болгария) — русский и болгарский ученый-невропатолог и психиатр, профессор неврологии Софийского университета, эмигрант.

## Биография
Родился в семье известного математика, профессора Казанского университета Э. П. Янишевского. Младший брат Михаила Эрастовича Янишевского (1871—1949), выдающегося геолога и палеонтолога, доктора геолого-минералогических наук, профессора ЛГУ.
В 1892 г. окончил 3-ю казанскую мужскую гимназию, затем учился на медицинский факультет Казанского университета, который окончил в 1897 г. с золотой медалью.
В 1897—1901 г. — ординатор психиатрической клиники Казанского университета. В 1904 г. — приват-доцент кафедры душевных и нервных болезней Новороссийского университета (теперь Одесский национальный университет имени И. И. Мечникова).
В 1912 г. А. Э. Янишевский организовал первый в России специальный санаторий для нервных и психических больных в Одессе.
В 1922 г. выехал по контракту в Болгарию, где работал профессором Софийского университета. Организовал кафедру и клинику нервных болезней при университете, руководил ими до 1933 г.
Хотя Янишевский имел советское гражданство, связи с российскими невропатологами не поддерживал.
Похоронен в Софии на Русском кладбище.

## Научная деятельность
В марте 1903 г. защитил диссертацию на тему «О коммисуральных системах мозговой коры», в которой исследовал создание метода разрушения глубоко лежащих волокон белого вещества головного мозга. Его работа стала первой в области экспериментальной стереотоксической хирургии в России.
Ученому А. Э. Янишевскому принадлежит опубликованная в 1903 г. работа по латопсихологическому анализу творчества русского писателя Л. Н. Андреева.
Как невропатолог приобрел известность благодаря описанию в 1909 г. хватательного рефлекса кисти руки, свидетельствующего о поражении лобной доли головного мозга и наблюдающегося при псевдобульбарном параличе. А. Э. Янишевский описал сходство патологического рефлекса кисти рук с аналогичным хватательным рефлексом у новорожденных (являющимся нормой и с возрастом исчезающим). В 1913 г. хватательный рефлекс кисти руки был описан немецким клиницистом Р. Рецницером без указания на приоритет Янишевского, который был вынужден в 1914 г. дать по этому поводу опровержение в журнале «Revue Nevrologic».
В 1924 г. описал так называемый «бульдожий» рефлекс, проявляющийся в сжатии челюстей в ответ на раздражение чем-либо губ или десен и указывающий на поражение задних отделов лобной доли мозга (например, при паркинсонизме), названный впоследствии «рефлексом Янишевского».

## Избранная библиография
Автор учебника по нервным болезням. Ему принадлежит большое количество научных работ в области нейроанатомии, семиотике неврологических заболеваний, детской психологии.
Опубликовал ряд научных статей в специализированных журналах на русском, болгарском, французском, немецком языках, в том числе:
- К вопросу о нисходящих системах волокон в задних столбах спинного мозга. Nevrol. Vestnik 7 (3), стр. 29-43, 1899
- О коммисуральных системах мозговой коры. Неврологический вестник 10 (4), с. 55-93, 1902; 11 (1), 64-98, 11 (2), с. 1-47, 1903
- О технике перетечки мозолистого тела (corpus callosi). Обозрение психиатрии 7, ss. 241—245, 1902
- К симптоматологии и патогенезу дрожательного паралича // Русский врач, 1909, № 32;
- Un cas de maladie Parkinson aves sindrom pseudobuldare et pseudoophtalmoplegis // Revue Neurologique, 1909, N 13.
- Герой рассказа Леонида Андреева «Мысль» с точки зрения врача-психиатра. Казань, 1903 (приложение к журналу «Неврологический вестник», 1903, ч. XI)
- Le réflexe de préhension dans les affections organiques de l’encéphale. Revue Neurologique 22, ss. 678—681, 1914
- Симптоматология заболеваний нервной системы. Одесса: Новороссийский университет, 1918
- Симптоматология на заболяванията на нервната система. Първа и втора част. София: Печатница «Художник», 1923
- Encephalitis lethargica. Год. СУ. Мед. фак., 4, 292—392, 1925
- Hysteric manifestations in sclerosis disseminata. Tr. obsh. nevropat. Saratov 1, ss. 99-109, 1927
- Психичната дейност на мозъка в светлината на новите научни идеи. Мед. сп. 1, 1928
- Das Greifen als Symptom von Großhirnläsionen. Deutsche Zeitschrift für Nervenheilkunde 102 (1/4), ss. 177-95, 1928 DOI:10.1007/BF01668341
- Учебник по нервни болести. Патология на органическите процеси в периферичната и централна нервна система. София: Печатница «Художник», 1929
- Rhombencephalitis as a manifestation of particular neurotropic virus. Rev. neur. psychiat. 29, s. 129, 1932
- Синкинезии и тяхното значение за физиологията и патологията на двигателните актове. Мед. сп., 1936

## Семья
В браке с Александрой Ивановной имел двух сыновей:
- Андрея Алексеевича (1904—1994), геолога,
- Михаила Алексеевича.

Жена и младший сын Михаил умерли в 1934 г. в результате отравления грибами.